# Wohnhaus Wilhelminenstraße 17
Das Wohnhaus Wilhelminenstraße 17 in der niedersächsischen Kreisstadt Cuxhaven im Landkreis Cuxhaven stammt aus dem ersten Drittel des 20. Jahrhunderts.
Aktuell (2024) wird das Gebäude durch Wohnungen genutzt.
Das Gebäude steht unter Denkmalschutz (siehe auch Liste der Baudenkmale in Cuxhaven).

## Geschichte und Beschreibung
Die Wilhelminenstraße führt in Alt-Cuxhaven in Nord-Süd-Richtung von der Annenstraße bis zur Mittelstraße. Sie wurde vielleicht benannt nach Mathilde Wilhelmine Hinck (* 1854), Tochter des Bierbrauers, Gastwirtes und Fuhrmannes Johann Hinrich Hinck, der Besitzer der Ländereien war, auf denen die Straße angelegt wurde. Die Straße war ab 1887 gepflastert. An ihrer Ostseite steht die Gruppe der vier denkmalgeschützten Wohnhäuser (Nr. 16 bis 19).

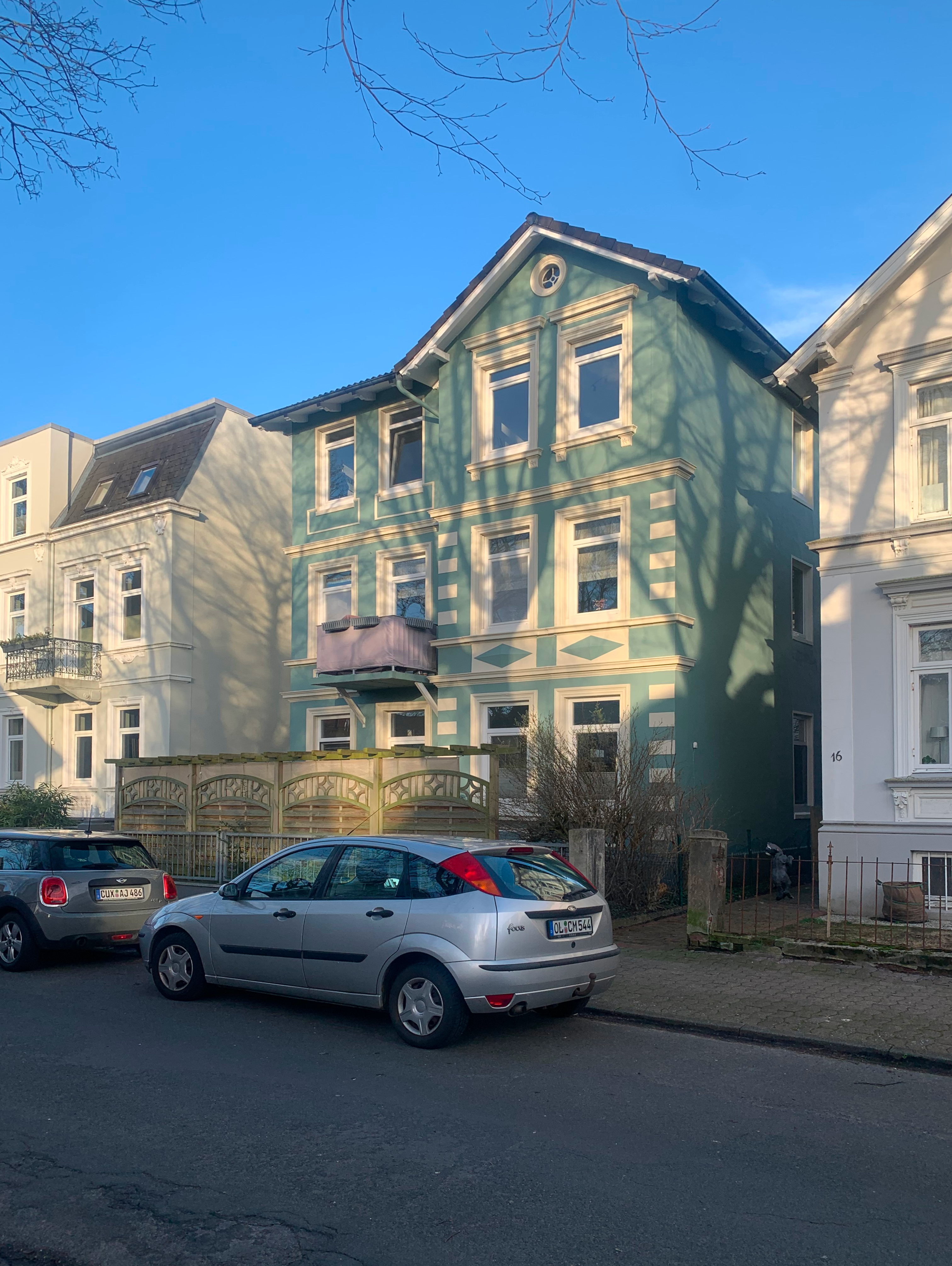

Das dreigeschossige traufständige massive Mehrfamilienhaus auf Keller mit schiefergedecktem Satteldach und seitlichem Giebelrisalit sowie Balkon wurde 1900 gebaut. Die verputzte Fassade wurde gestaltet mit Mittelgesimsen, profilierten Fensterrahmungen und bossenartigen Ecken am Risalit. Das zweite Obergeschoss der beiden nördlichen Achsen wurde nachträglich aufgestockt.
Das Landesdenkmalamt befand u. a.: „… gut erhalten sind die Häuser Wilhelminenstraße 16, 17, 18 und 19 …“